# Ro67-4853
Ro67-4853是一种含氮有机化合物，化学式为C19H19NO4，作为代谢型谷氨酸受体的mGluR1亚型的别构调节剂用于科学研究。